# Săcelu
Săcelu – wieś w Rumunii, w okręgu Gorj, w gminie Săcelu. W 2011 roku liczyła 450 mieszkańców.